# Кубок Роберто Гомеса Педрози
Кубок Роберто Гомеса Педрози (порт. Taça Roberto Gomes Pedrosa), також відомий як Турнір Роберто Гомеса Педрози (порт. Torneio Roberto Gomes Pedrosa), Срібний кубок (порт. Taça de Prata) і Робертан (порт. Robertão) — національний бразильський футбольний турнір, що проходив з 1967 по 1970 рік. Турнір утворився в результаті розширення турніру Ріо-Сан-Паулу і вважається попередником сучасного чемпіонату Бразилії.
Першими організаторами були федерації футболу штатів Сан-Паулу і Ріо-де-Жанейро. Однак з 1968 року керівництво змаганням прийняла Конфедерація бразильського спорту. Турнір отримав ім'я на честь бразильського воротаря Роберто Педрози, який помер будучи чинним президентом Федерації футболу Паулісти в 1954 році.

## Історія
Турнір був створений в 1967 році, коли федерації футболу Сан-Паулу і Ріо-де-Жанейро вирішили розширити склад учасників турніру Ріо-Сан-Паулу. У першому розіграші брали участь клуби «Палмейрас», «Корінтіанс», «Сантус», «Сан-Паулу», «Португезу», «Фламенгу», «Флуміненсе», «Васко да Гама», «Ботафого», «Бангу», «Інтернасьйонал», «Греміо», «Атлетіко Мінейру», «Крузейро» і «Ферровіаріо» (Курітіба).
У 1968 році до них додалися «Баїя», «Наутіко» і «Атлетіку Паранаенсі». У 1969 році «Амеріка» замінила «Бангу» як п'ятий представник Ріо-де-Жанейро, а Парана і Пернамбуку були представлені чемпіонами штатів — «Куритибою» і «Санта-Крузом».

## Чемпіони
| Рік  | Чемпіон    | Друге місце    | Третє місце      | Четверте месце | Найкращий бомбардир                        | Голи |
| ---- | ---------- | -------------- | ---------------- | -------------- | ------------------------------------------ | ---- |
| 1967 | Палмейрас  | Інтернасьйонал | Корінтіанс       | Греміо         | Адемар (Фламенгу) Сезар Малуко (Палмейрас) | 15   |
| 1968 | Сантус     | Інтернасьйонал | Васко да Гама    | Палмейрас      | Тоніньйо Герреро (Сантус)                  | 18   |
| 1969 | Палмейрас  | Крузейро       | Корінтіанс       | Ботафого       | Еду Коїмбра (Америка)                      | 14   |
| 1970 | Флуміненсе | Палмейрас      | Атлетіку Мінейру | Крузейро       | Тостао (Крузейро)                          | 12   |